# Mối
Mối, tên khoa học Isoptera, là một nhóm côn trùng, có họ hàng gần với gián. Mối là nhóm côn trùng có "tính xã hội" cao. Chúng lập thành vương quốc sớm nhất.
Đôi khi người ta gọi mối là "kiến trắng" nhưng thực tế chúng chẳng có họ hàng gì với kiến (thậm chí chúng còn tấn công nhau), chúng chỉ có mối quan hệ: đều là côn trùng. Mối từng được phân loại làm một bộ riêng là bộ Cánh bằng (Isoptera), tuy nhiên, dựa trên chứng cứ DNA, người ta thấy có sự ủng hộ cho một giả thuyết gần 120 năm trước, nguyên thủy dựa trên hình thái học, rằng mối có quan hệ họ hàng gần gũi nhất với các loài gián ăn gỗ (chi Cryptocercus). Gần đây, điều này đã dẫn tới việc một số tác giả đề xuất rằng mối nên được phân loại lại như là một họ duy nhất, gọi là Termitidae, trong phạm vi bộ Blattodea, một bộ chứa các loài gián. Tuy nhiên, phần lớn các nhà nghiên cứu ủng hộ biện pháp ít quyết liệt hơn và coi mối vẫn là nhóm có tên gọi khoa học Isoptera, nhưng chỉ là một nhóm dưới bộ trong gián thực thụ, nhằm bảo vệ phân loại nội bộ của các loài mối. .

## Hoạt động
Mối là một loài côn trùng hoạt động ẩn náu, theo đàn. Trên thế giới có hơn 2700 loài mối, thường thấy nhất là mối nhà, mối đất cánh đen.

## Sinh sản
Vào đầu tháng 5, tháng 6 hằng năm, mối cánh dài từ trong tổ bay ra, bay không lâu thì rụng cánh và bò, mối đực tìm mối cái giao phối, gặp hoàn cảnh thích hợp thì chui vào tổ sinh nở. Mối đực chuyên giao phối, mối hậu là mối cái chuyên đẻ trứng; chúng là cơ sở sinh sôi đàn mối cho tổ mới. Sau khi làm tổ 1-2 tháng thì bắt đầu đẻ trứng, 2-3 tháng sau ấu trùng ra đời, sau tiếp hai tháng, qua mấy lần lột xác lớn lên thành mối thợ và mối lính.

## Tổ chức xã hội

### Mối chúa (Mối hậu)
Xem thêm: Mối chúa
Đầu nhỏ, bụng to (có thể dài từ 12–15 cm). Bộ phận sinh dục phát triển.
Mối hậu có thể sống 10 năm; lúc đầu đẻ ít trứng, sau 4-5 năm, bộ phận sinh dục trưởng thành, mỗi ngày có thể đẻ ra 8000-10000 trứng.

### Mối thợ
Cơ thể nhỏ, các chi phát triển.
Mối thợ chiếm số đông, tới 70-80% trong đàn mối, gánh vác mọi công việc trong vương quốc như xây tổ, làm đường, chuyển trứng, hút nước, nuôi nấng mối non...
Mối thợ dùng đồ ăn và bùn, qua gia công kỹ lưỡng cho dính vào nhau để xây tổ. Có tổ chính và tổ phụ, là nơi chủ yếu để đàn mối sinh hoạt tập thể và sinh sống. Ở châu Phi, có loài mối xây tổ trên mặt đất thành gò mối cao đến 10 m và rất chắc chắn, tựa như pháo đài, thành lũy.

### Mối lính
Mối lính phân hóa từ mối thợ. Mối lính không nhiều, chủ yếu canh gác và tấn công. Cặp hàm trên mối lính rất phát triển (là vũ khí lợi hại của chúng), có con còn có tuyến hàm tiết ra dịch nhũ trắng, khi đánh nhau có thể phun chất dịch làm mê đối phương.
Giác quan hai bên miệng của mối lính rất đặc biệt, mất khả năng lấy mồi, khi cần thì mối thợ phải cho mối lính ăn.

## Sinh trưởng
Mối thích ăn chất cellulose của gỗ. Mối thợ có giác quan hai bên miệng kiểu nhai đặc biệt, vòm họng rất chắc. Chất cellulose của gỗ khó tiêu hoá nhưng đường ruột mối có một loài siêu trùng roi tiết ra dung môi có thể phân giải cellulose thành đường cung cấp cho mối.

## Gây hại
Mối là côn trùng có hại đối với các công trình xây dựng, thậm chí nhiều vật dụng quan trọng của con người. Sức ăn của đàn mối có thể phá hoại nhà cửa, đê điều, hồ chứa nước, thuyền bè, cầu cống..., thậm chí tiêu hủy nhiều tài liệu thư viện quý giá...
Do cuộc sống bầy đàn với số lượng thành viên cực lớn, để chống lại tác hại của mối, không thể chỉ nhắm vào từng cá nhân đơn lẻ. Bên cạnh việc xử lý để chống lại sự xâm nhập phá hoại của đàn mối, người ta còn tìm nhiều biện pháp để tiêu diệt cả hệ thống tổ mối, với mục đích quan trọng nhất là phải diệt được mối chúa.
Loài mối "gỗ khô" có thể phát hiện tổ một cách đơn giản, thông qua đặc điểm sinh sống đục gỗ thành các khe dích dắc, vừa khai thác thức ăn vừa làm nơi cư trú. Do tổ mối loài này hình thành từ bằng những hạt phân đùn ra ngoài như hạt cát nên chúng còn gọi là mối "đống cát". Diệt loại này chỉ cần dùng thuốc đặc trị mối tiêm trực tiếp vào tổ.
Các loài mối khác trong công trình trong đó có loài mối nhà (copt-formosanus), tổ phần lớn nằm dưới nền nhà hoặc trong ruột panen, tổ phụ có thể xuất hiện ở góc tường, trên trần nhà v.v… Để tìm được tổ các loài trên, người ta thường dùng các dụng cụ phức tạp như máy dò đồng vị phóng xạ, siêu âm, hoặc đo điện trở v.v... Để tiêu diệt tổ mối dạng này, người ta thường dùng phương pháp hóa sinh, phun thuốc vào mối thợ nhằm lây nhiễm độc hoặc các vi sinh có hại cho mối để tiêu diệt tổ mối và mối chúa.